# ماینیچی شینبون
ماینیچی شینبون (انگلیسی: Mainichi Shimbun) یکی از روزنامه‌های مهم در ژاپن، منتشر شده توسط The Mainichi Newspapers Co است.